# Zăbala
Zăbala (in ungherese Zabola) è un comune della Romania di 4941 abitanti, ubicato nel distretto di Covasna, nella regione storica della Transilvania.
Il comune è formato dall'unione di 4 villaggi: Peteni, Surcea, Tamașfalău, Zăbala.